# Yvan Attal
Yvan Attal (* 4. ledna 1965 Tel Aviv, Izrael) je francouzský herec, režisér a scenárista. V roce 1990 získal cenu César pro nejslibnějšího herce, v roce 1997 se stal laureátem Ceny Jeana Gabina.

## Životopis
Narodil se v Tel Avivu francouzsko-alžírským židovským rodičům a vyrostl na okraji Paříže. Jeho herecký debut přišel ve filmu Láska bez lítosti, který mu vynesl Césara pro nejslibnějšího herce. Jeho prvním celovečerním filmem jakožto režiséra byl snímek Má žena je herečka, kde si zahrál po boku své skutečné partnerky Charlotte Gainsbourgové.
Jeho dlouholetou partnerkou je francouzská herečka a zpěvačka Charlotte Gainsbourgová, se kterou se setkal při natáčení filmu Aux yeux du monde z roku 1991. Gainsbourgová a Attal nejsou manželé. Gainsbourgová se nechala slyšet, že se nechce vdávat, protože její rodiče se také nikdy nevzali. Attal Gainsbourgovou veřejně požádal o ruku dne 19. června 2013 během slavnostního události, když obdržel francouzský národní řád za zásluhy. V dubnu 2014 Attal potvrdil, že se stále nechtějí vzít.
Attal má s Gainsbourgovou tři děti: syna Bena (* 1997) a dcery Alice (* 2002) a Joe (* 2011). V roce 2014 se po smrti sestry Gainsbourgové, fotografky Kate Barry, Attal a jeho rodina přestěhovali do New Yorku.

## Filmografie
| Rok  | Film                                     | Role                    | Režisér                       | Poznámky                                                                                     |
| ---- | ---------------------------------------- | ----------------------- | ----------------------------- | -------------------------------------------------------------------------------------------- |
| 1989 | Láska bez lítosti                        | Halpern                 | Éric Rochant                  | César pro nejslibnějšího herce Acteurs à l'Écran – cena Michela Simona                       |
| 1991 | Cauchemar Blanc                          |                         | Mathieu Kassovitz             | krátký film                                                                                  |
| 1991 | Mauvais fille                            | Vincent                 | Régis Franc                   |                                                                                              |
| 1991 | Aux yeux du monde                        | Bruno Fournier          | Éric Rochant                  |                                                                                              |
| 1992 | Amoureuse                                | Paul                    | Jacques Doillon               |                                                                                              |
| 1992 | Po lásce                                 | Romain                  | Diane Kurys                   |                                                                                              |
| 1994 | Vlastenci                                | Ariel Brenner           | Éric Rochant                  |                                                                                              |
| 1996 | Delphine 1, Yvan 0                       | muž                     | Dominique Farrugia            |                                                                                              |
| 1996 | Stínohra                                 | Yves                    | Martine Dugowson              |                                                                                              |
| 1996 | Cesta k lásce                            | Benoît                  | Marion Vernoux                |                                                                                              |
| 1997 | I Got a Woman                            | Arnaud                  | Yvan Attal                    | krátký film Alpe d'Huez International Comedy Film Festival – cena za nejlepší krátký film    |
| 1997 | Saraka bô                                | Taïeb                   | Denis Amar                    |                                                                                              |
| 1998 | Alissa                                   | Luc Kaufmann            | Didier Goldschmidt            |                                                                                              |
| 1998 | Cantique de la racaille                  | Gaston                  | Vincent Ravalec               |                                                                                              |
| 1999 | Mes amis                                 | Eric                    | Michel Hazanavicius           |                                                                                              |
| 1999 | With or Without You                      | Benoit                  | Michael Winterbottom          |                                                                                              |
| 1999 | Kriminál                                 | Mason                   | Julian Simpson                |                                                                                              |
| 2000 | Profesor                                 | Hippolyte               | Alexandre Jardin              |                                                                                              |
| 2001 | Má žena je herečka                       | Yvan                    | Yvan Attal                    | Cabourg Romantic Film Festival – nejlepší herec Nominován – César pro nejlepší filmový debut |
| 2002 | And Now... Ladies and Gentlemen          | David                   | Claude Lelouch                |                                                                                              |
| 2002 | At Dawning                               | padající muž            | Martin Jones                  | krátký film                                                                                  |
| 2003 | Il est plus facile pour un chameau...    | muž v parku             | Valeria Bruni Tedeschiová     |                                                                                              |
| 2003 | Šťastnou cestu                           | Raoul                   | Jean-Paul Rappeneau           | Nominace – César pro nejlepšího herce ve vedlejší roli                                       |
| 2004 | A žili spolu šťastně až na věky          | Vincent                 | Yvan Attal                    |                                                                                              |
| 2004 | Nevinný žert                             | Bruno                   | Bernard Rapp                  |                                                                                              |
| 2005 | Tlumočnice                               | Philippe                | Sydney Pollack                |                                                                                              |
| 2005 | Hledejte Anthonyho                       | François Taillandier    | Jérôme Salle                  |                                                                                              |
| 2005 | Somewhere                                | Simon                   | Emmanuel Murat                | krátký film                                                                                  |
| 2005 | Mnichov                                  | Tony (Andreasův přítel) | Steven Spielberg              |                                                                                              |
| 2006 | Zmije                                    | Vincent Mandel          | Eric Barbier                  |                                                                                              |
| 2007 | Kandidát                                 | Michel Dedieu           | Niels Arestrup                |                                                                                              |
| 2007 | Křižovatka smrti 3 – Tentokráte v Paříži | George                  | Brett Ratner                  |                                                                                              |
| 2008 | Hon na zločince                          | Serge Klarsfeld         | Laurent Jaoui                 | televizní film                                                                               |
| 2008 | Orange Juice                             | Philippe                | Ronan Moucheboeuf             | krátký film                                                                                  |
| 2009 | Je suis venu pour elle                   | Max                     | Ivan Taieb                    |                                                                                              |
| 2009 | Herečky na scénu!                        | on sám                  | Maïwenn                       |                                                                                              |
| 2009 | Rozchod                                  | Samuel                  | Catherine Corsini             | Nominace – Globes de Cristal pro nejlepšího herce                                            |
| 2009 | Lítost                                   | Mathieu Liévin          | Cédric Kahn                   |                                                                                              |
| 2009 | Unesený                                  | Stanislas Graff         | Lucas Belvaux                 | Nominace – César pro nejlepšího herce                                                        |
| 2011 | Dans la tourmente                        | Max                     | Christophe Ruggia             |                                                                                              |
| 2011 | Rodinné zájmy                            | Stephane Monnereau      | Franck Mancuso                |                                                                                              |
| 2012 | 38 svědků                                | Pierre Morvand          | Lucas Belvaux                 |                                                                                              |
| 2012 | Do Not Disturb                           | Ben Azuelos             | Yvan Attal                    |                                                                                              |
| 2013 | Délicate gravité                         | Paul                    | Philippe Andre                | krátký film Cena na Palm Springs International ShortFest                                     |
| 2014 | Poslední diamant                         | Simon Carrerra          | Éric Barbier                  |                                                                                              |
| 2014 | Son épouse                               | Joseph de Rosa          | Michel Spinosa                |                                                                                              |
| 2016 | Ve mně                                   | filmař                  | Laetitia Casta                | krátký film                                                                                  |
| 2016 | Ils sont partout                         | Yvan                    | Yvan Attal                    | také režisér a scenárista                                                                    |
| 2016 | Le Ciel attendra                         | Yvan, otec Mélanie      | Marie-Castille Mention-Schaar |                                                                                              |
| 2017 | Elitní policajtka                        | Viktor                  | Dany Boon                     |                                                                                              |
| 2017 | Rock'n Roll                              | Yvan Attal              | Guillaume Canet               |                                                                                              |
| 2017 | Zaujetí                                  | —                       | Yvan Attal                    | režisér filmu                                                                                |
| 2018 | Ad Vitam                                 | Darius                  | Thomas Cailley                | televizní seriál                                                                             |
| 2019 | Seberg                                   | Romain Gary             | Benedict Andrews              |                                                                                              |
| 2019 | Můj pes pitomec                          | Henri Mohen             | Yvan Attal                    |                                                                                              |
| 2019 | Mon bébé                                 | Franck                  | Lisa Azuelos                  |                                                                                              |
| 2021 | Zásek                                    | Gabriel                 | Dany Boon                     |                                                                                              |